# Gębarzewo (Poméranie)
Pour les articles homonymes, voir Gębarzewo.
Gębarzewo (prononciation : [ɡɛmbaˈʐɛvɔ]) est un village polonais de la gmina de Człuchów dans le Powiat de Człuchów de la Voïvodie de Poméranie dans le nord de la Pologne.